# Taiwan Mobile
Taiwan Mobile Co., Ltd. (TWM, chinesisch 台灣大哥大, Pinyin Táiwān Dà Gē Dà – „Taiwanesisches Mobilfunkunternehmen“) ist Telekommunikationsunternehmen in der Republik China (Taiwan) und der etablierte Ortsnetzbetreiber für Telekommunikationsdienstleistungen. Taiwan Mobile ist Taiwans Anbieter von Festnetzdiensten, Mobilfunkdiensten, Breitbandzugangsdiensten und Internetdiensten. Das Unternehmen bietet auch Informations- und Kommunikationstechnologiedienste für Firmenkunden an.

## Unternehmensgeschichte
Das Unternehmen wurde am 25. Februar 1997 gegründet und erhielt noch im selben Jahr eine GSM-Lizenz zum Betrieb von Mobilfunk-Netzwerken in Taiwan. Später war es das erste börsennotierte private Unternehmen der Telekommunikationsbranche in Taiwan. Als erstes Telekommunikationsunternehmen in Taiwan führte es den WCDMA 3G-Standard in Taiwan ein. Im Jahr 2007 wurden Taiwan Fixed Network (TFN) und Taiwan Telecommunication Network Services (TTN) übernommen und TWM avancierte damit zu Taiwans zweitgrößtem Telekommunikationsanbieter nach Chunghwa Telecom. 2013 erwarb TWM eine Lizenz zum Betrieb von 4G-Netzwerken. Am 1. Juli 2020 begann das Unternehmen mit dem Vertrieb von 5G-Dienstleistungen. Im Jahr 2021 wurde ein Erlös von 156,1 Milliarden NT$ erzielt.